# Jean Maréchal

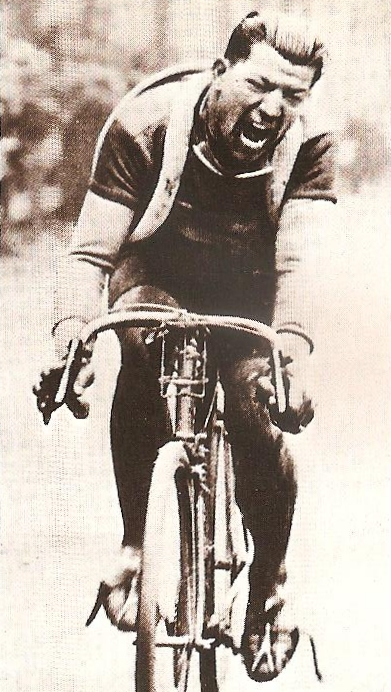
Jean Maréchal–Paris-Roubaix 1930

Jean Maréchal (* 27. Februar 1910 in Orléans; † 23. Dezember 1993 in Montigny-le-Bretonneux) war ein französischer Radrennfahrer und nationaler Meister im Radsport.

## Sportliche Laufbahn
Maréchal war Turner und Boxer, bevor er den Radsport mit dreizehn Jahren für sich entdeckte. 1928 wurde er als Amateur nationaler Meister im Straßenrennen, nachdem er bereits die Rennen Paris–Blois, Paris–Dreux, Paris–Soissons und den Grand Prix de Thizy gewonnen hatte. Paris–Soissons gewann er auch 1929.
Er wurde 1930 Berufsfahrer im Radsportteam Wolber, nachdem er 1929 als Unabhängiger gestartet war.
Sein erster großer Sieg war der im Rennen Paris–Roubaix 1930. Nach Entscheid der Jury wurde er allerdings zu Gunsten von Julien Vervaecke, den er zu Fall gebracht haben soll, auf den zweiten Platz gesetzt. In der Saison 1930 gewann er Paris–Tours vor Marcel Bidot. 1931 siegte er im Critérium des As. Die Tour de France fuhr er 1931 und wurde 32. des Endklassements.